# Zespół Pieśni i Tańca Uniwersytetu Warszawskiego „Warszawianka”
Zespół Pieśni i Tańca Uniwersytetu Warszawskiego „Warszawianka” – grupa folklorystyczna Uniwersytetu Warszawskiego. 

## Kadra
- Kierownictwo Zespołu – Jan Łosakiewicz
- Kierownictwo muzyczne – Witold Jarosiński
- Choreografia – Małgorzata i Jan Łosakiewiczowie
- Instruktorzy tańca – Anna Lewandowska, Karolina Rząca i Norbert Późniewski
- Przygotowanie wokalne – Krystyna Stańczak-Pałyga
- Przygotowanie muzyczne – Przemysław Marcyniak
- Akompaniatorka – Karolina Onuszkiewicz
- Prowadzenie biura – Piotr Skawski